# André Daugnac
André Daugnac, né le 14 décembre 1919 à Toulouse (Haute-Garonne) et mort le 30 décembre 1995 à Perpignan (Pyrénées-Orientales), est un homme politique français.

## Biographie
Il devient sénateur des Pyrénées-Orientales le 3 décembre 1987, à la suite du décès de Guy Malé.

## Détail des fonctions et des mandats
Mandats locaux
- 1971 - 1977 : Maire du Soler
- 1977 - 1983 : Maire du Soler
- 1983 - 1989 : Maire du Soler
- 1989 - 1995 : Maire du Soler
- 1976 - 1982 : Conseiller général du canton de Millas
- 1982 - 1988 : Conseiller général du canton de Millas
- 1986 - 1988 : Conseiller régional du Languedoc-Roussillon

Mandat parlementaire
- 3 décembre 1987 - 1er octobre 1992 : Sénateur des Pyrénées-Orientales

## Décorations
- Médaille Militaire
- Chevalier de l'Ordre National du Mérite
- Croix de guerre 1939-1945
- Croix de guerre des Théâtres d'opérations extérieures
- Médaille de la Résistance
- Croix du combattant
- Médaille coloniale agrafes « Extrême-Orient »
- Médaille commémorative de la campagne d'Indochine
- Médaille des blessés militaires